# Poecilopsis borealis
Poecilopsis borealis is een vlinder uit de familie van de spanners (Geometridae). De wetenschappelijke naam van de soort is voor het eerst geldig gepubliceerd in 1935 door Rangnow.